# 鼻山人
鼻 山人（はな/び さんじん、1791年/1790年（寛政3年/2年）- 1858年5月8日（安政5年3月25日））は、江戸時代後期の戯作者。本姓は細川氏、通称は浪次郎。別号に東里山人（主に合巻・狂歌）、俳号は布山、九陽亭など。

## 人物
経歴は『新版近世文学研究事典』に拠る。
麻布三軒家に住む御家人で与力を務めた。1804年（文化元年）14歳で山東京伝に入門して戯作者を志し、1807年（文化4年）『髑た新形』が初作。以後、50歳頃まで、読本・滑稽本・洒落本・人情本などの幅広い分野に著作を残した。量的には合巻が多いが、1817年（文化14年）『青楼籬の花』から1826年（文政九年）『花街寿々丸』までの末期洒落本6作と、1818年（文政元年）『未曽可の月』以降の人情本が有名。天保初年に御家人株を譲渡して戯作に集中するが失敗、晩年は芝切通しで伝授屋と称して手品の種本を売って過ごしたという。
神保五弥は「彼の文政度人情本は、文政度の他の人情本と同じく伝奇小説である、といっても、彼の師山東京伝の読本に見られるように、仏教的因果思想の著しい強調、洒落本的な廓の描写の占める比重の大きさなど、鼻山人の作家としての姿勢はあまりに過去に大きく傾いている。また読者の好みを予想して、読者の嗜好に適応してゆくという天保の戯作者の姿勢にはあまりに遠いものであつた。春水に先だって洒落本の人情本化を促し、大成の功は春水に譲っているとする通説は、必らずしも妥当とはいえないものである」と評している。

## 主な作品

### 洒落本
- 『（青楼）籬の花』- 1817年（文化14年）刊行。
- 『花街鑑』- 1822年（文政5年）刊行。人情本説もある。

### 人情本
- 『蘭蝶記』- 1824年（文政7年）刊行。
- 『廓雑談』- 1826年（文政9年）刊行。
- 『合世鏡』- 1834年（天保5年）刊行。

### その他
- 『髑た新形』- 1807年（文化4年）刊行。滑稽本。